# Моркур (Эна)
Морку́р (фр. Morcourt) — коммуна во Франции, находится в регионе Пикардия. Департамент коммуны — Эна. Входит в состав кантона Сен-Кантен-2. Округ коммуны — Сен-Кантен.
Код INSEE коммуны — 02525.

## Население
Население коммуны на 2010 год составляло 596 человек.
| 1962 | 1968 | 1975 | 1982 | 1990 | 1999 | 2010 |
| ---- | ---- | ---- | ---- | ---- | ---- | ---- |
| 429  | 398  | 586  | 562  | 580  | 578  | 596  |

## Экономика
В 2010 году среди 372 человек трудоспособного возраста (15—64 лет) 275 были экономически активными, 97 — неактивными (показатель активности — 73,9 %, в 1999 году было 71,6 %). Из 275 активных жителей работали 247 человек (124 мужчины и 123 женщины), безработных было 28 (14 мужчин и 14 женщин). Среди 97 неактивных 27 человек были учениками или студентами, 45 — пенсионерами, 25 были неактивными по другим причинам.